# IC 2213
IC 2213 ist eine Spiralgalaxie vom Hubble-Typ Sb im Sternbild Zwillinge auf der Ekliptik. Sie ist schätzungsweise 300 Millionen Lichtjahre von der Milchstraße entfernt und hat einen Durchmesser von etwa 70.000 Lichtjahren. Gemeinsam mit PGC 3445099 bildet sie ein gravitativ gebundenes Galaxienpaar.

Im selben Himmelsareal befinden sich u. a. die Galaxien NGC 2490, NGC 2492, IC 485, IC 2217.
Das Objekt wurde am 8. Februar 1896 von Stéphane Javelle entdeckt.